# 维罗港
维罗港是意大利威尼托大区罗维戈省的一市镇，总面积133.37平方公里，人口14700人，人口密度110.2人/平方公里（2009年）。ISTAT代码为029052。